# Jovi (rappeur)
Jovi, de son vrai nom Ndukong Godlove Nfor, né le 24 octobre 1983 à Douala, est un rappeur, auteur-compositeur, ingénieur du son, entrepreneur et producteur musical camerounais. Jovi est diplômé de l'Université de Yaoundé II, avec un Honours degree en économie et gestion des affaires. 
Le premier album de Jovi, H.I.V (Humanity is Vanishing), a été décrit par Kangsen Feka Wakai dans le magazine Bakwa comme « l'arrivée tant attendue d'un emcee sûr de lui, très conscient de ses capacités, du vide dans le genre, des attentes de son public, et de la bonne dose d'ardeur pour affirmer sa place ».

## Biographie

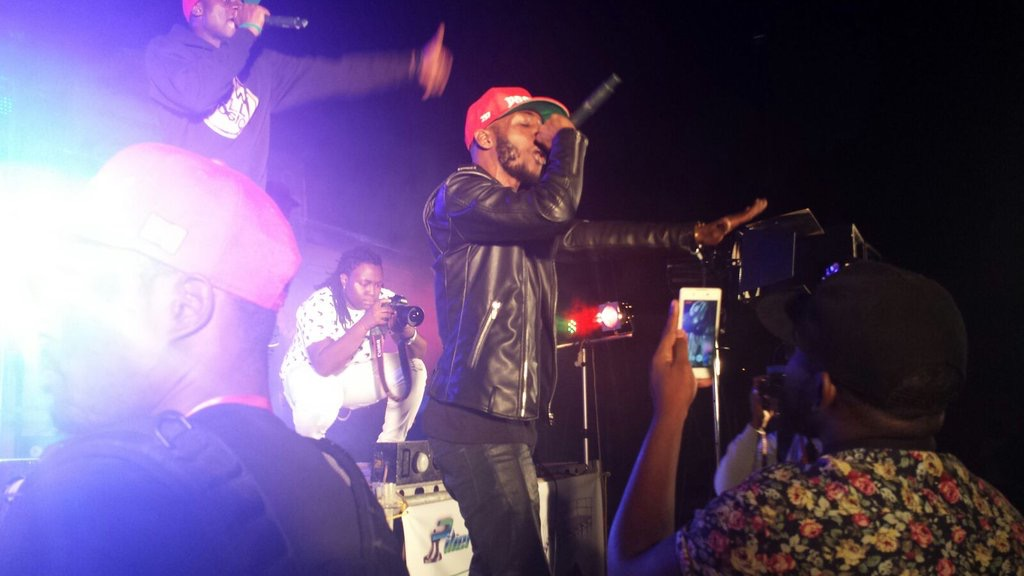
Jovi se produisant au FK Fest, à Yaoundé, le 2 février 2016.

L'industrie musicale camerounaise est restée conventionnelle pendant très longtemps, avec des genres comme le makossa et le bikutsi qui dominent la scène musicale du pays. Le premier single de Jovi Don 4 Kwat, suivi de Pitié, avec le musicien congolais Tabu Ley Rochereau, sorti sous le label Mumak, qu'il a cofondé, fait partie d'une nouvelle vague de contenu musical au Cameroun. Don 4 Kwat a reçu des diffusions importantes sur Trace Urban et Channel O, son deuxième single, Pitié en featuring avec Tabu Ley Rochereau, est resté dans les charts pendant des mois sur l'émission panafricaine Destination Africa de la BBC animée par DJ Edu, restant dans le top 5 à son apogée,. En janvier 2013, Jovi a quitté le label Mumak pour lancer New Bell Music, avec Rachel Burks. Jovi et Rachel sont tous deux signés sur leur label New Bell Music. 
En septembre 2014, Jovi a sorti sa vidéo Cash (Mets l'argent à terre) qui a été largement acclamée à travers le Cameroun. En décembre 2014, Jovi a sorti sa vidéo Et P8 Koi, qui est devenue un succès à travers l'Afrique de l'Ouest francophone, obtenant une forte rotation sur Trace Urban, et débutant à la première place dans le premier épisode de Trace Urban de Hip Hop 10 Made in Africa . En 2015, Jovi a été nommé pour un MTV Africa Music Awards (MAMA) du meilleur artiste francophone. Le 20 mai 2015, Jovi a sorti son deuxième album, Mboko God, qui a été nommé pour un prix Kora 2016 du meilleur album. Les clips de Jovi sont régulièrement diffusés sur Trace Urban, et en 2015, Jovi a été présenté sur Trace Urban dans Les 15 artistes à suivre en 2015 et "Un des 10 rappeurs africains que vous devriez absolument connaître".
Sous son pseudonyme Le Monstre, Jovi produit ses disques et est réputé pour sa fusion irrésistible de sons et d'instruments traditionnels hip-hop et classiques camerounais et africains avec de nouveaux sons contemporains. Les paroles de Jovi sont en anglais, en français, en pidgin et en camfranglais. Jovi produit également de la musique pour des artistes de New Bell Music ainsi que pour des artistes internationaux. Jovi a coécrit et coproduit la chanson d'Akon Shine the Light, dont Akon a sorti un clip le 26 janvier 2016. Jovi a été régulièrement présenté dans le magazine de musique en ligne OkayAfrica. Le 29 février 2016, Jovi a participé à une interview avec The Fader, qui présentait la première mondiale de son single Bad Influence. Dans un article du magazine Vibe publié le 28 juin 2016, l'auteur Natelege Whaley déclare que Jovi est l'un des artistes africains qui « retourne la trap et l'amène à de nouveaux sommets sur le plan sonore ».
Jovi a l'une des plus grandes bases de fans dans la musique camerounaise connue sous le nom de MBOKOGANG.
Le troisième album de Jovi, 16 Wives, est sorti le 16 février 2017. Le 30 juin 2017, Noisey (la branche musicale de Vice) a désigné 16 Wives de Jovi comme l'un des « 30 meilleurs albums négligés de 2017 (jusqu'à présent) ». Jovi a publié son sixième EP Yaje Vol. 1 : Black le 27 août 2017. Jovi figure régulièrement dans la Playlist d'Apple Music et a été interviewé dans la première émission de musique africaine de Beats 1 Radio A-List-African Music le 16 décembre 2018. Le 16 février 2019, Jovi a sorti son 4e album studio God Don Kam.
En février 2023, il sort WLK D TLK, un EP de 7 titres.

## Discographie

### Albums studio
- 2012 : H.I.V (Humanity is Vanishing)
- 2015 : Mboko God
- 2017 : 16 Wives
- 2019 : God Don Kam

### EP
- 2014 : Kankwe Vol. 1
- 2015 : Kankwe Vol. 2
- 2015 : Raps 2 Riches
- 2015 : Puta Madre
- 2016 : Bad Music
- Yaje Vol. 1: Black
- God Di Kam
- Raps 2 Richs Vol.2
- YAJE Vol. 2: Sun Yellow
- 2021 : Pressure
- 2023 : Wlk D Tlk

### Mixtape
- 2021 : Young Vizu Annointed Mboko Supreme